# Сайерет Маткаль
«Сайерет Маткаль» (ивр. סיירת מטכ"ל‎) — специальное формирование Управления разведки Генерального штаба Армии обороны Израиля, специализирующееся на специальном патрулировании и борьбе с терроризмом. 
Ранее было также известно под названиями подразделение 262 или подразделение 269. Данное формирование действует также за пределами Израиля.

## История
«Сайерет Маткаль» был сформирован в 1957 году офицером по имени Авраам Арнан. В «Сайерет Маткаль» служили и служат, в существенной степени, также и репатрианты из бывшего Советского Союза. На небоевых должностях в подразделении служат и женщины.

## Структура
Отряд Сайерет Маткаль представляет собой роту и имеет в своём составе секцию управления, три боевых взвода и группу снабжения. Все военнослужащие роты имеют парашютный диплом или свидетельство парашютиста тактического звена, овладели одной или несколькими военными специальностями самого разного профиля. Более того, в составе роты имеется ещё одна небольшая боевая группа, которая осуществляет освобождение заложников и способна штурмовать объекты в открытом море. Военнослужащие этой боевой группы обучены технике погружения с подводными дыхательными аппаратами. Группа носит название отряд 269.
Точные данные о количественном составе и дислокации формирований «Сайерет Маткаль» являются тайной и в открытых информационных источниках не публикуются.

## Применение
По данным независимых журналистов из разных стран мира, «Сайерет Маткаль» за последние 50 лет участвовал в более чем 1 000 акций, в том числе, как минимум, в 200 операциях за пределами Израиля. Среди наиболее известных операций, в которых принимали участие бойцы «Сайерет Маткаль» — операция «Энтеббе» 1976 года.

## Операции Сайерет Маткаль
- 1969 — уничтожение египетской радарной установки в Суэцком канале.
- 1972 — освобождение самолёта бельгийской компании «Сабена». Группой командовал Эхуд Барак.
- 1972 — захват нескольких сирийских офицеров в Ливане с целью обмена на захваченных израильских лётчиков из сирийского плена.
- 1973 — операция «Весна молодости», уничтожение в Бейруте и Сидоне нескольких террористов из Фатх и Чёрного сентября. Одним из подразделений командовал Эхуд Барак.
- 1974 — неудачная операция по освобождению израильских школьников в Маалот.
- 1975 — освобождение израильских граждан, захваченных террористами ФАТХ в гостинице Савой в Тель-Авиве.
- 1976 — Операция «Энтеббе».
- 1980 — освобождение израильских детей, захваченных террористами в кибуце Мисгав-Ам. Командовал подразделением Узи Даян.
- 1984 — операция по освобождению захваченных пассажиров в автобусе.
- 1988 — ликвидация Халила Аль-Вазира, известного под именем Абу Джихад
- 1989 — захват руководителя Хизбаллы шейха Обейда в Ливане.
- 1992 — подготовка к ликвидации Саддама Хуссейна (операция Bramble Bush[англ.]), во время отработки операции 5 бойцов погибли, и операция была отменена.
- 1994 — попытка освобождения израильского солдата Нахшона Ваксмана, захваченного боевиками Хамас.
- 1994 — захват одного из руководителей шиитской организации Амаль, Мустафы Дирани, захватившего в своё время Рона Арада.
- 2006 — Вторая Ливанская Война
  - 2 августа — была проведена совместная операция с Шальдаг. Задача была проникнуть в командный пункт Хизбаллы, находившийся в больнице, в городе Баальбек. Во время операции были собраны разведданные, а также были убиты 19 террористов и захвачены пленные.
  - 19 августа — группа находилась возле Баальбек с целью предотвратить поставки оружия Хизбалле. Группа была раскрыта, во время перестрелки был убит полковник, и два офицера были ранены.[5][6]

## Список командиров формирования
| 1957 — 1961 | Авраам Арнан      |
| 1961 — 1962 | Йосеф Кастель     |
| 1962 — 1964 | Авраам Арнан      |
| 1964 — 1967 | Дов Тамари        |
| 1967 — 1969 | Узи Яири          |
| 1969 — 1971 | Менахем Дигли     |
| 1971 — 1973 | Эхуд Барак        |
| 1973 — 1975 | Гиора Зореа       |
| 1975 — 1976 | Йонатан Нетаньяху |
| 1976 — 1978 | Амирам Левин      |
| 1978 — 1980 | Нехемья Тамари    |
| 1980 — 1982 | Узи Даян          |
| 1982 — 1984 | Шай Авиталь       |
| 1984 — 1987 | Омер Бар-Лев      |
| 1987 — 1989 | Моше Яалон        |
| 1989 — 1991 | Ран Шахор         |
| 1991 — 1992 | Амос Бен Авраам   |
| 1992 — 1994 | Дорон Авиталь     |
| 1994 — 1996 | Шахар Аргаман     |
| 1996 — 1998 | Юваль Рахмилевич  |
| 1998 — 2001 | Ницан Алон        |
| 2001 — 2004 | Херци Ха-Леви     |
| 2004 — 2007 | Одед Раур         |
| 2007 — 2010 | Ори Гордин        |
| 2010 — 2013 | Гай Шафран        |
| 2013 — 2016 | Шломи Биндер      |
| 2016 — 2019 | «Х.П.»            |
| 2019 — 2021 | Йонатан Ром       |
| 2021 — 2024 | «Й.»              |
| 2024 —      | «Н.»              |